# Crocodilo (DC Comics)
Crocodilo (Waylon Jones) é um personagem fictício do Universo DC, inimigo do Batman.

## História

### Criação e Desenvolvimento
Criado pelo escritor Gerry Conway e pelo desenhista Gene Colan, quando havia um camafeu sombrio em Detective Comics # 523 (fevereiro de 1983), sua primeira aparência atual é creditada a Batman # 357 (março de 1983), que é também a primeira aparição do personagem Jason Todd.
Na seqüência inicial de aparências do Crocodilo - um Batman e Detective Comics, um arco da história de cruzamentos que culminou com Jason Todd adotando o manto de Robin - ele era retratado como uma figura obscura, sem nome de uma gabardina. Um criminoso sem escrúpulos que queria se tornar o chefão do crime de Gotham City, Croc trabalhava nos bastidores, utilizando métodos como sniping para eliminar seus concorrentes. Ele brevemente reuniu um pequeno exército de vilões do Batman sob sua liderança. Quando Batman confronta seu misterioso inimigo, o vilão é revelado ter um físico enorme e aparência reptiliana. É então revelado que seu nome verdadeiro é Waylon Jones, nascido com uma forma de atavismo que transmitiu-lhe os traços de répteis. Seus pais o viram crescer com a aparência horrível de seu filho e de seu comportamento brutal. Ainda adolescente, seu pai o abandonou no deserto. Croc sobreviveu, tornando-se vivo com uma carreira criminosa. Batman e Robin novamente derrotam-no depois de uma batalha desesperada.
Nesta aparência original, em pré-crise, Crocodilo se assemelhava a um homem poderosamente construído, e inteiramente cobertos de escamas verdes, mas ainda era basicamente humano em suas proporções faciais e construtivas. Ele também era originalmente retratada por abater os pais de Jason Todd (o que foi mais tarde recontado ao fazer Duas Caras seu assassino). Sua aparência e personalidade tornaram-se cada vez mais bestial, explicou-se em quadrinhos que sua doença foi lentamente roubando-lhe todas as características de identificação humana. Em suas aparições mais recentes, ele tem um focinho alongado e cauda.
Em Batman # 489, Crocodilo faz ataques a um shopping center. Depois de entregar vários golpes de Croc, Batman (essa foi a primeira aparição de Jean-Paul Valley como Batman) é distraído por um vislumbre de Bane, Crocodilo, em seguida, agarra Batman e tenta quebrar suas costas. Ele falha, e coloca-se no meio contra Bane e Crocodilo, quebrando seus braços. Ele é, então, colocado de volta no Asilo Arkham.
Quando Bane ajuda Batman a sair de Arkham pela galeria de vilões da saga Knightfall, Crocodilo sai para se vingar de Bane. Enquanto isso, nos esgotos, ele cheira Bane e vai atrás dele, mas só encontra Robin. Bane, em seguida, ataca, mas a borda em que estáva de pé se quebra, com a queda de três para os esgotos. A luta termina em empate.
Em uma história que corria em Batman # 521 e # 522, Croc é convocado por uma força paranormal para sair do Arkham e fazer o seu caminho para os pântanos da Luisiana. Batman o segue lá, apenas para descobrir que a força misteriosa é na verdade o Monstro do Pântano, que oferece ao Crocodilo um lugar no pantanal, onde ele pode finalmente ceder ao seu lado animal e viver livre da perseguição humana.
Crocodilo já apareceu em dois enredo do Hush e do acompanhamento crocológico da sua cidade, Broken City. Na primeira, ele está infectado com um vírus que aumenta a taxa de sua devolução.
Em 2005, na Detective Comics # 810, Crocodilo faz tentativas para se curar de sua condição. Quando o médico falha, Crocodilo o devora.
Em Crise Infinita, Crocodilo torna-se membro de Alexander Luthor, Jr. na Sociedade Secreta de Supervilões.
Um Ano DepoisEm Detective Comics # 819, que faz parte do enredo Face a Face, é demonstrado que Crocodilo foi alimentado com o corpo morto da Orca. Em seguida, ele aparece em Contagem Regressiva # 50 em Arkham. Ele se liberta de suas algemas e tenta matar Jimmy OlsenCrocodilo é então subjugado.
Ele é visto mais tarde entre os supervilões exilado na Executar Salvação. Após o Caçador de Marte ser derrotado, Crocodilo Assassino sugere que ele coma ele. Lex Luthor o proíbe, no entanto, e depois diz-lhe para comer outra coisa.
Em DC Universe # 0, Crocodilo Assassino pode ser visto como o membro da Sociedade Secreta da Liga de Super Vilões. Em Final Crisis # 4, Crocodilo é transformado em um Justificador.
No enredo Batalha para o Capote, Crocodilo Assassino é recrutado por um novo Máscara Negra para ser uma parte de um grupo de bandidos com o objetivo de assumir o controle de Gotham.
Durante os eventos de Dia mais Brilhante, Crocodilo Assassino é acidentalmente libertado de sua cela por um guarda que Osíris mata quando o Exterminador e seu bando de titãs infiltram-se no Arkham. Ao tentar fugir da instalação, ele é atacado por Osíris, que erra ao confundir Crocodilo Assassino com o seu velho inimigo Sobek.

## Poderes e Habilidades
Possui grande força de 20 toneladas e 100 gramas e pode levantar 50 vezes o seu próprio peso,e possui um velocidade e agilidade maior do que o normal, também possui invulnerabilidade e tem sua pele impenetrável e dura.  Possui uma grande resistência a tudo com grande durabilidade se tornando durável a tudo e todos principalmente a golpes, mimetismo crocodiliano: pode transformar sua pele em pele de crocodilo e seus órgãos e língua ou para toda vida, sentidos aguçados: seus sentidos orgânicos e epiteliais são aprimorados, seu tato, olfato,visão, audição, paladar, garras afiadas e suas unhas são grandes e são muito pontudas podendo rasgar e quebrar qualquer coisa, dentes afiados seus dentes e caninos são grandes e pontudos, perito em natação considerado um dos nadadores mais rápidos do Universo DC,  pode respirar de baixo da água, sensibilidade sobre-humana possui grande sensibilidade pode saber e sentir quando alguém se aproxima e quando alguém vai lhe tocar e tanger podendo mesmo ferido sentir sua pele.

## Personagem Re-Desenhado
Nos últimos anos, Crocodilo Assassino foi retratado como sendo muito mais répteis do que em encarnações passadas. Uma figura de ação feita pela Kenner em 1998, apresentava ele com uma cauda e patas de dinossauro. Quando a Mattel começou com a licença para fabricar produtos DC Comics no início dos anos 2000, eles lançaram sua própria versão do Crocodilo Assassino, esculpida pelas Four Horsemen Studios. Esta versão também contou com uma cauda e os pés dos dinossauros. No final de 2005, uma nova versão deste valor foi modificado para que a cauda, juntamente com sua camisa, fosse removido. Esta versão também possui uma cabeça mais "humana".
O enredo da história de Batman Hush, 2002-2003, apresentou um Crocodilo Assassino mais bestial que tinha sido transformado contra a sua vontade para aparecer mais reptiliano. Esta versão do personagem foi desenhado pelo artista Jim Lee.

## Outras Versões
Na graphic novel, Coringa, escrita por Brian Azzarello e pelo artista Lee Bermejo, Crocodilo Assassino é retratado como um bandido, um grande homem Afro-americano musculoso com uma condição da pele escamosa. De todos os seus projetos anteriores, este é o mais humano. Ele estáva faltando com o focinho anormalmente longo, cauda e garras. No entanto, o livro parece sugerir que este goza de Crocodilo Assassino alimentando-se de carne humana ("Croc tem um jeito certo ... excêntrico com provas", é uma forma de o narrador da história, Jonny Frost, coloca-lo). Crocodilo é visto como líder de uma gangue de negros, e mais tarde se torna um membro de alto nível da turma recém-formada do Coringa. Essa visão da personagem não é muito diferente do trabalho anterior de Azzarello sobre Batman, Broken City (apesar do Coringa é não-canônica).
Em Batman: Crimson Mist, Crocodilo Assassino começa com uns rumores de um assassino serial espreitando pelos esgotos de Gotham, depois junta-se a gangue do Duas-Caras, como o músculo. Confrontado com a ameaça do vampiro Batman perseguindo e matando seus oponentes, Crocodilo Assassino e Duas-Caras formam uma aliança com o Comissário Gordon e Alfred Pennyworth para prender Batman na Batcaverna e expô-lo à luz do sol. Embora Crocodilo Assassino e Duas-Caras tentassem matar Gordon e Alfred quando Batman é acreditado estar morto, Alfred é capaz de recuperar seu antigo mestre, sacrificando sua vida e sangue para dar a Batman a força para parar os criminosos do passado de Gothan. Com o sacrifício de Alfred, Batman empala Crocodilo Assassino com uma estalactite, comentando com Crocodilo Assassino que pode manter o seu sangue frio.

## Outras mídias

### Filmes

Poster do personagem no filme Suicide Squad

- Em Batman: Gotham Knight enquanto Gordon e Batman discutem seu passado, Crocodilo Assassino atrapalha e luta brevemente com Batman,mas mesmo assim com tempo de o morder e passar um alucinógeno produzido por Espantalho.
- E Em Son of Batman Crocodilo Assassino luta com Batman e quase o devorando, evitado por Talia Al Ghul.

#### Esquadrão Suicida
O personagem participa no Universo Cinematográfico DC, fazendo sua estreia no filme Esquadrão Suicida interpretado pelo ator Adewale Akinnuoye-Agbaje. O filme estreou no dia 4 de agosto de 2016 nos cinemas.

### Videogames

#### Batman Arkham
Crocodilo aparece na serie de games Batman: Arkham, sendo dublado por Steven Blum em Arkham Asylum e Arkham City, e por Khary Payton em Arkham Origins.